# Vlag van Lebbeke
De vlag van Lebbeke werd door de gemeenteraad op 13 april 1981 officieel vastgesteld als de gemeentelijke vlag van de Oost-Vlaamse gemeente Lebbeke. Op 2 februari 1982 werd hij door het koninklijk besluit bevestigd en uiteindelijk gepubliceerd op 21 april 1982, en opnieuw op 4 januari 1995 in het officiële Belgisch Staatsblad.
Officieel wordt de vlag beschreven als:
Geschuind van blauw en van wit.
De vlag is diagonaal gedeeld wit-blauw, dus bijna identiek aan de vlag van Leuze-en-Hainaut. Blauw en wit zijn al lang bestaande gemeentelijke kleuren.

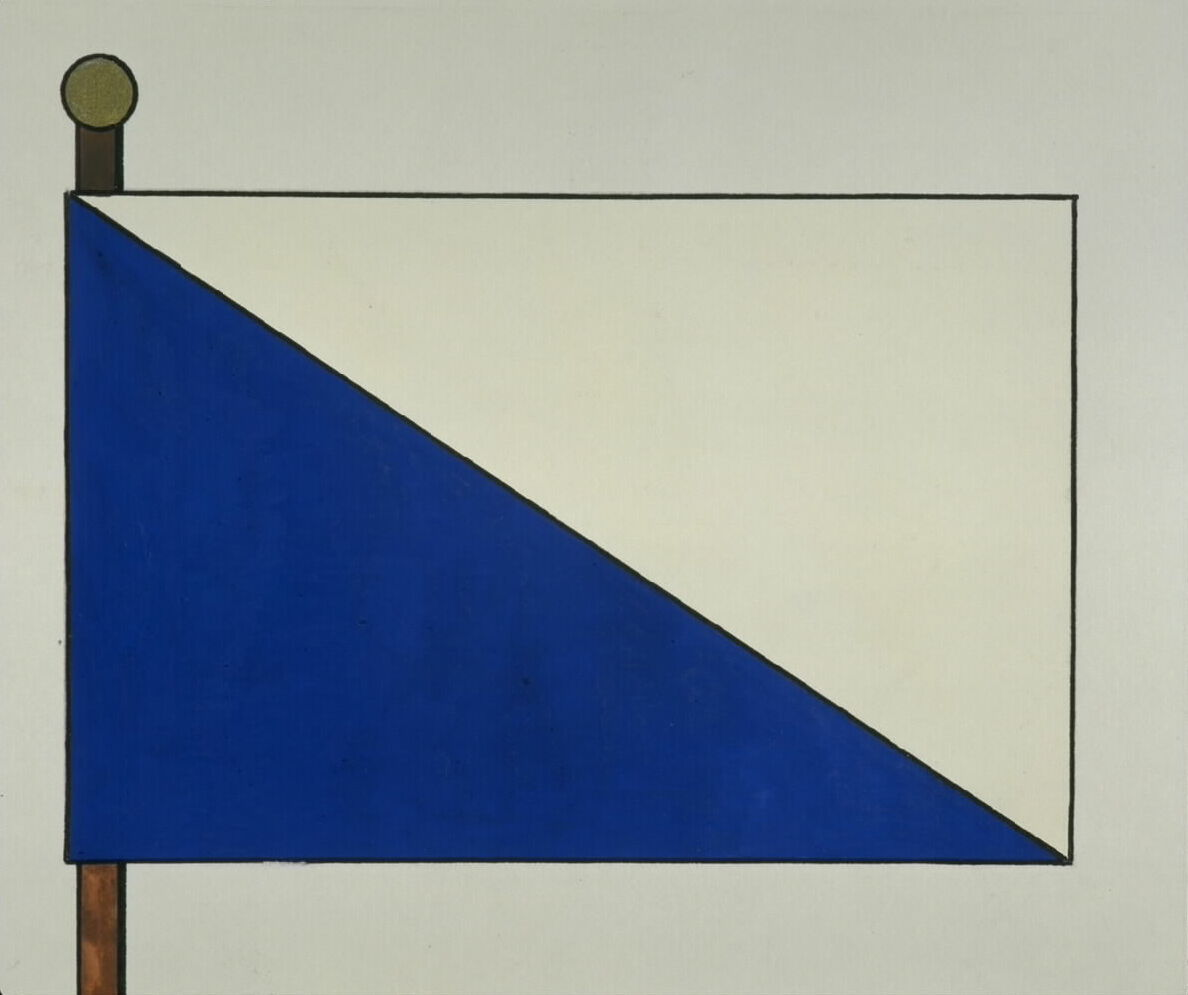
Officiële tekening van de vlag